# Wasilij Zajcew (lotnik)
Wasilij Aleksandrowicz Zajcew (ros. Василий Александрович Зайцев, ur. 28 grudnia 1910?/10 stycznia 1911 we wsi Siemibratskoje w rejonie kołomieńskim w obwodzie moskiewskim, zm. 19 maja 1961 w Kołomnie) – radziecki lotnik wojskowy, pułkownik, dwukrotny Bohater Związku Radzieckiego (1942 i 1943).

## Życiorys
Od 1932 należał do WKP(b) i służył w Armii Czerwonej, w 1933 ukończył ługańską wojskową szkołę pilotów, a w 1936 kursy doskonalenia dowódców kluczy w Borisoglebsku, w 1938 był dowódcą klucza w wojskowej szkole pilotów w Borisoglebsku. Od 1939 służył w 42 lotniczym pułku myśliwskim w Wielkich Łukach, od 22 czerwca 1941 uczestniczył w wojnie z Niemcami jako dowódca eskadry i potem nawigator i zastępca dowódcy 129 lotniczego pułku myśliwskiego 47 Mieszanej Dywizji Lotniczej Sił Wojskowo-Powietrznych Frontu Zachodniego i Kalinińskiego. Do stycznia 1942 wykonał 115 lotów bojowych, w tym 16 zwiadowczych, i stoczył 16 walk powietrznych, w których strącił 12 samolotów wroga. We wrześniu 1942 został dowódcą 5 lotniczego pułku myśliwskiego gwardii 207 Lotniczej Dywizji Myśliwskiej 3 Mieszanego Korpusu Lotniczego 17 Armii Powietrznej Frontu Południowo-Zachodniego/3/1 Frontu Ukraińskiego, do sierpnia 1943 wykonał jeszcze 299 lotów bojowych i strącił 22 samoloty wroga. Od marca 1944 do 24 kwietnia 1945 był zastępcą dowódcy 11 Lotniczej Myśliwskiej Dywizji Gwardii, potem zastępcą dowódcy 2 Lotniczego Korpusu Szturmowego. Łącznie w czasie wojny wykonał 427 lotów bojowych, w 163 walkach powietrznych strącił 34 samoloty wroga osobiście, a 19 w grupie. Po wojnie kontynuował służbę w lotnictwie, jednak 2 października 1945 został ciężko poszkodowany w wypadku samochodowym w Brnie, po czym w stopniu pułkownika został zwolniony ze służby z powodu stanu zdrowia. Pracował jako szef aeroklubu w Kołomnie.

## Odznaczenia
- Złota Gwiazda Bohatera Związku Radzieckiego (dwukrotnie - 5 maja 1942[1] i 24 sierpnia 1943)
- Order Lenina (5 czerwca 1942)
- Order Czerwonego Sztandaru (trzykrotnie - 3 listopada 1941, 28 marca 1943 i 18 maja 1945)
- Order Bohdana Chmielnickiego II klasy (1945)
- Order Wojny Ojczyźnianej I klasy (16 października 1944)
- Medal za Zasługi Bojowe (1944)

I medale.